# Wonder: the World Tour
Wonder: The World Tour is de geplande vierde concerttournee van de Canadese singer-songwriter Shawn Mendes, ter ondersteuning van zijn vierde studioalbum Wonder (2020). De tournee ging van start op 14 maart 2022 in Kopenhagen. De tournee zou eerst Europa aandoen en later dat jaar nog halt houden in de Verenigde Staten en Canada  Mendes kondigde op 27 juli 2022 via social media aan dat hij de tournee niet verderzet, omwille van problemen met zijn mentale gezondheid.  

## Achtergrond
Mendes begon de release van een vierde studioalbum in het najaar van 2020 aan te kondigen, met een releasedatum voor 4 december. Te midden van de COVID-19-pandemie onthulde Mendes dat hij op een concerttour zou gaan nadat de covid crisis was afgenomen. Toen de wereldwijde vaccinatiegraad toenam en het aantal nieuwe coronavirusgevallen afnam, begonnen verschillende wetgevers de realisatie van culturele evenementen in de openbare ruimte goed te keuren. Daarom kondigde Mendes op 20 september 2021 aan dat hij met zijn album Wonder in 2022 zou gaan touren door Europa en Noord-Amerika.  De data werden op 23 september aangekondigd en de tickets gingen een week later in de verkoop.

## Data
| Datum         | Stad          | Land          | Venue                 | Opening act    | Opkomst       | Opbrengst     |
| Noord-Amerika | Noord-Amerika | Noord-Amerika | Noord-Amerika         | Noord-Amerika  | Noord-Amerika | Noord-Amerika |
| ------------- | ------------- | ------------- | --------------------- | -------------- | ------------- | ------------- |
| 27 juni 2022  | Portland      | United States | Moda Center           | Dermot Kennedy | —             | —             |
| 28 juni 2022  | Seattle       | United States | Climate Pledge Arena  | Dermot Kennedy | —             | —             |
| 30 juni 2022  | Sacramento    | United States | Golden 1 Center       | Dermot Kennedy | —             | —             |
| 2 juli 2022   | Vancouver     | Canada        | Rogers Arena          | Dermot Kennedy | —             | —             |
| 4 juli 2022   | Edmonton      | Canada        | Rogers Place          | Dermot Kennedy | —             | —             |
| 5 juli 2022   | Calgary       | Canada        | Scotiabank Saddledome | Dermot Kennedy | —             | —             |
| 7 juli 2022   | Winnipeg      | Canada        | Canadian Life Centre  | Dermot Kennedy | —             | —             |

## Geannuleerde shows
| Datum             | Stad             | Land                | Plaats                     | Reden                        |
| ----------------- | ---------------- | ------------------- | -------------------------- | ---------------------------- |
| 9 juli 2022       | Saint Paul       | Verenigde Staten    | Xcel Energy Center         | Mentale gezondheidsproblemen |
| 12 juli 2022      | Milwaukee        | Verenigde Staten    | Fiserv Forum               | Mentale gezondheidsproblemen |
| 15 juli 2022      | Rosemont         | Verenigde Staten    | Allstate Arena             | Mentale gezondheidsproblemen |
| 19 juli 2022      | Cleveland        | Verenigde Staten    | Rocket Mortgage FieldHouse | Mentale gezondheidsproblemen |
| 20 juli 2022      | Pittsburgh       | Verenigde Staten    | PPG Paints Arena           | Mentale gezondheidsproblemen |
| 22 juli 2022      | Charlotte        | Verenigde Staten    | Spectrum Center            | Mentale gezondheidsproblemen |
| 23 juli 2022      | Raleigh          | Verenigde Staten    | PNC Arena                  | Mentale gezondheidsproblemen |
| 27 juli 2022      | Washington, D.C. | Verenigde Staten    | Capital One Arena          | Mentale gezondheidsproblemen |
| 29 juli 2022      | Uncasville       | Verenigde Staten    | Mohegan Sun Arena          | Mentale gezondheidsproblemen |
| 2 augustus 2022   | Philadelphia     | Verenigde Staten    | Wells Fargo Center         | Mentale gezondheidsproblemen |
| 5 augustus 2022   | Boston           | Verenigde Staten    | TD Garden                  | Mentale gezondheidsproblemen |
| 6 augustus 2022   | Boston           | Verenigde Staten    | TD Garden                  | Mentale gezondheidsproblemen |
| 12 augustus 2022  | Louisville       | Verenigde Staten    | KFC Yum! Center            | Mentale gezondheidsproblemen |
| 15 augustus 2022  | Montreal         | Canada              | Bell Centre                | Mentale gezondheidsproblemen |
| 16 augustus 2022  | Montreal         | Canada              | Bell Centre                | Mentale gezondheidsproblemen |
| 19 augustus 2022  | Brooklyn         | Verenigde Staten    | Barclays Center            | Mentale gezondheidsproblemen |
| 20 augustus 2022  | Brooklyn         | Verenigde Staten    | Barclays Center            | Mentale gezondheidsproblemen |
| 7 september 2022  | Glendale         | Verenigde Staten    | Gila River Arena           | Mentale gezondheidsproblemen |
| 9 september 2022  | Los Angeles      | Verenigde Staten    | Staples Center             | Mentale gezondheidsproblemen |
| 10 september 2022 | Los Angeles      | Verenigde Staten    | Staples Center             | Mentale gezondheidsproblemen |
| 15 september 2022 | Las Vegas        | Verenigde Staten    | T-Mobile Arena             | Mentale gezondheidsproblemen |
| 17 september 2022 | Oakland          | Verenigde Staten    | Oakland Arena              | Mentale gezondheidsproblemen |
| 21 september 2022 | Salt Lake City   | Verenigde Staten    | Vivint Arena               | Mentale gezondheidsproblemen |
| 24 september 2022 | Denver           | Verenigde Staten    | Ball Arena                 | Mentale gezondheidsproblemen |
| 26 september 2022 | Kansas City      | Verenigde Staten    | T-Mobile Center            | Mentale gezondheidsproblemen |
| 27 september 2022 | Oklahoma City    | Verenigde Staten    | Paycom Center              | Mentale gezondheidsproblemen |
| 1 oktober 2022    | Dallas           | Verenigde Staten    | American Airlines Center   | Mentale gezondheidsproblemen |
| 3 oktober 2022    | Austin           | Verenigde Staten    | Moody Center               | Mentale gezondheidsproblemen |
| 4 oktober 2022    | Houston          | Verenigde Staten    | Toyota Center              | Mentale gezondheidsproblemen |
| 8 oktober 2022    | Miami            | Verenigde Staten    | FTX Arena                  | Mentale gezondheidsproblemen |
| 11 oktober 2022   | Tampa            | Verenigde Staten    | Amalie Arena               | Mentale gezondheidsproblemen |
| 12 oktober 2022   | Orlando          | Verenigde Staten    | Amway Center               | Mentale gezondheidsproblemen |
| 14 oktober 2022   | Atlanta          | Verenigde Staten    | State Farm Arena           | Mentale gezondheidsproblemen |
| 19 oktober 2022   | Nashville        | Verenigde Staten    | Bridgestone Arena          | Mentale gezondheidsproblemen |
| 22 oktober 2022   | Detroit          | Verenigde Staten    | Little Caesars Arena       | Mentale gezondheidsproblemen |
| 24 oktober 2022   | Indianapolis     | Verenigde Staten    | Bankers Life Fieldhouse    | Mentale gezondheidsproblemen |
| 26 oktober 2022   | Newark           | Prudential Center   |                            | Mentale gezondheidsproblemen |
| 31 mei 2023       | Bologna          | Italië              | Unipol Arena               | Mentale gezondheidsproblemen |
| 1 juni 2023       | Milaan           | Italië              | Mediolanum Forum           | Mentale gezondheidsproblemen |
| 3 juni 2023       | Bordeaux         | Frankrijk           | Arkéa Arena                | Mentale gezondheidsproblemen |
| 5 juni 2023       | Madrid           | Spanje              | WiZink Center              | Mentale gezondheidsproblemen |
| 7 juni 2023       | Lissabon         | Portugal            | Altice Arena               | Mentale gezondheidsproblemen |
| 9 juni 2023       | Bilbao           | Spanje              | Bizkaia Arena              | Mentale gezondheidsproblemen |
| 11 juni 2023      | Barcelona        | Spanje              | Palau Sant Jordi           | Mentale gezondheidsproblemen |
| 14 juni 2023      | München          | Duitsland           | Olympiahalle               | Mentale gezondheidsproblemen |
| 16 juni 2023      | Boedapest        | Hongarije           | Budapest Sports Arena      | Mentale gezondheidsproblemen |
| 19 juni 2023      | Kraków           | Polen               | Tauron Arena               | Mentale gezondheidsproblemen |
| 20 juni 2023      | Kraków           | Polen               | Tauron Arena               | Mentale gezondheidsproblemen |
| 22 juni 2023      | Praag            | Tsjechië            | O2 Arena                   | Mentale gezondheidsproblemen |
| 25 juni 2023      | Wenen            | Oostenrijk          | Wiener Stadthalle          | Mentale gezondheidsproblemen |
| 27 juni 2023      | Zurich           | Zwitserland         | Hallenstadion              | Mentale gezondheidsproblemen |
| 29 juni 2023      | Parijs           | Frankrijk           | La Défense Arena           | Mentale gezondheidsproblemen |
| 2 juli 2023       | Mannheim         | Duitsland           | SAP Arena                  | Mentale gezondheidsproblemen |
| 3 juli 2023       | Keulen           | Duitsland           | Lanxess Arena              | Mentale gezondheidsproblemen |
| 5 juli 2023       | Berlijn          | Duitsland           | Mercedes-Benz Arena        | Mentale gezondheidsproblemen |
| 6 juli 2023       | Hamburg          | Duitsland           | Barclaycard Arena          | Mentale gezondheidsproblemen |
| 9 juli 2023       | Oslo             | Noorwegen           | Telenor Arena              | Mentale gezondheidsproblemen |
| 11 juli 2023      | Stockholm        | Zweden              | Avicii Arena               | Mentale gezondheidsproblemen |
| 13 juli 2023      | Kopenhagen       | Denemarken          | Royal Arena                | Mentale gezondheidsproblemen |
| 15 juli 2023      | Amsterdam        | Nederland           | Ziggo Dome                 | Mentale gezondheidsproblemen |
| 16 juli 2023      | Amsterdam        | Nederland           | Ziggo Dome                 | Mentale gezondheidsproblemen |
| 18 juli 2023      | Antwerpen        | België              | Sportpaleis                | Mentale gezondheidsproblemen |
| 19 juli 2023      | Rotterdam        | Nederland           | Ahoy Rotterdam             | Mentale gezondheidsproblemen |
| 22 juli 2023      | London           | Verenigd Koninkrijk | O2 Arena Londen            | Mentale gezondheidsproblemen |
| 25 juli 2023      | Birmingham       | Verenigd Koninkrijk | Resorts World Arena        | Mentale gezondheidsproblemen |
| 26 juli 2023      | Manchester       | Verenigd Koninkrijk | AO Arena                   | Mentale gezondheidsproblemen |
| 28 juli 2023      | Glasgow          | Verenigd Koninkrijk | SSE Hydro                  | Mentale gezondheidsproblemen |
| 29 juli 2023      | Sheffield        | Verenigd Koninkrijk | FlyDSA Arena               | Mentale gezondheidsproblemen |
| 1 augustus 2023   | Dublin           | Ierland             | 3Arena                     | Mentale gezondheidsproblemen |